# Клавс, Эдгарс Валдемарович
Эдгарс Валдемарович Клавс (латыш. Edgars Klāvs; 20 июля 1913, Рига — 28 августа 1983, там же) — латвийский и советский хоккеист, тренер, хоккейный (1947) и футбольный (30.12.1953) арбитр всесоюзной категории. Мастер спорта СССР.

## Биография
Родился 20 июля 1913 года в Риге. В 1931 году дебютировал в хоккее с шайбой. В 1934 году был принят в состав рижского ХК «Университетский спортклуб», где играл до 1940 года. В 1936 году участвовал в зимних Олимпийских играх, а в 1935, 1938 и 1939 годах — в чемпионатах мира по хоккею с шайбой в составе сборной Латвии. Всего за сборную Латвии сыграл 22 матча и забросил 7 шайб. Неоднократный чемпион Латвии и Латвийской ССР (1937, 1940, 1941, 1942).
В 1940 году был принят в состав ХК «Динамо» (Рига), где играл до начала Великой Отечественной войны. Вернулся в клуб в 1946 году и играл вплоть до 1952 года. Принимал участие в первых чемпионатах СССР. Являлся высокотехничным хоккеистом. В советской высшей лиге забил не менее 27 шайб в ворота.
C 1937 года занимался судейской карьерой. В 1946 году участвовал в Первом Всесоюзном сборе судей и тренеров в Москве. В высшей лиге по футболу работал в качестве главного арбитра на 97 матчах (1950—1962), также судил международные матчи сборных. Включался в списки лучших футбольных судей сезона в 1953 и 1959 годах.
С 1951 года занимался тренерской работой. В 1948—1952 годах — играющий тренер хоккейного рижского «Динамо» (в начале 1950-х годов команда носила название «Даугава»). В сезоне 1959/60 снова возглавлял команду (под названием «Даугава-РВЗ»), по другим данным — непрерывно работал главным тренером в 1949—1961 годах. В 1963—1973 годах — председатель федерации футбола и хоккея Латвии.
Скончался 28 августа 1983 года в Риге.